# Jo Cox
Helen Joanne Leadbeater, detta Jo e coniugata Cox (Batley, 22 giugno 1974 – Leeds, 16 giugno 2016), è stata una politica britannica, deputata laburista del collegio di Batley and Spen dal maggio 2015 sino al suo omicidio nel giugno 2016. Fervente europeista, fu uccisa con colpi d'arma da fuoco e pugnalata più volte per strada da un estremista di destra.
Nel luglio 2021, la sorella di Cox, Kim Leadbeater, è stata eletta per il Partito Laburista nello stesso seggio di Batley and Spen.

## Biografia
Nacque a Batley nel giugno 1974. Cresciuta a Heckmondwike, ha frequentato il locale liceo dove fu tra l'altro nominata rappresentante degli studenti. Ha studiato scienze sociali e politiche al Pembroke College di Cambridge, dove si laureò nel 1995 con un Bachelor of Arts (BA); in seguito ha studiato anche alla London School of Economics.

## Carriera politica
Dopo la laurea, Cox lavorò come consulente per il laburista Joan Walley, prima di trasferirsi a Bruxelles per trascorrere due anni come stagista dell'europarlamentare Glenys Kinnock. Tra il 2001 e il 2009 ha lavorato per i gruppi di aiuto Oxfam e Oxfam International, prima a Bruxelles come leader della campagna per la riforma del commercio, come capo della politica e dell'avvocatura di Oxfam-GB nel 2005 ed infine come promotore delle campagne umanitarie di Oxfam International a New York City nel 2007: il suo lavoro per Oxfam, grazie a cui ha incontrato gruppi di rifugiati in Darfur e Afghanistan, ha influenzato la sua carriera politica. Cox è stata consulente anche di Sarah Brown (moglie dell'ex primo ministro britannico Gordon Brown) per una campagna sulla prevenzione delle morti in gravidanza e durante il parto. Cox era membro della rete nazionale per il lavoro femminile e un consulente senior dell'organizzazione anti-schiavitù "Fondo per la Libertà".
Nelle elezioni politiche del 2015 fu candidata dal Partito Laburista nel collegio di Batley and Spen per sostituire il seggio lasciato da Mike Wood, ottenendo il 43,2% dei voti. Durante il suo primo discorso alla Camera dei comuni il 3 giugno 2015 ha ricordato la diversità etnica presente nella sua circoscrizione, evidenziando le sfide economiche per la comunità e sollecitando il governo a ripensare il suo approccio alla rigenerazione economica.
Nell'ottobre 2015 Cox ha promosso una campagna per trovare una soluzione alla guerra civile siriana, proponendo l'impiego delle forze militari britanniche per la creazione di rifugi sicuri per i civili all'interno della Siria e lanciando il gruppo "amici della Siria di tutti i partiti politici". Tuttavia nel successivo mese di dicembre, si astenuta insieme ad altri 4 colleghi laburisti nella votazione per approvare l'intervento militare del Regno Unito contro l'ISIS, ritenendo necessaria una strategia più ampia che comprendesse anche la lotta contro il presidente Bashar al-Assad e l'uso delle bombe a grappolo.
Cox era una sostenitrice parlamentare degli "Amici laburisti della Palestina e Medio Oriente" e aveva chiesto la revoca del blocco della Striscia di Gaza.
Nella campagna sul referendum sulla permanenza del Regno Unito nell'Unione europea ha preso parte al comitato della "permanenza". Dopo la sua morte, la campagna referendaria è stato sospesa da entrambe le parti come un segno di rispetto.

## L'assassinio
Il 16 giugno 2016, mentre stava per iniziare un incontro elettorale, fu avvicinata da un uomo che le sparò tre colpi di arma da fuoco e, dopo averla trascinata, la accoltellò più volte in strada fuori della biblioteca di Birstall, nei pressi di Leeds (dove è morta quattro ore dopo). L'uomo in seguito sarebbe stato identificato come il nazionalista Thomas Mair, affiliato al movimento neonazista. Cox si era dichiarata apertamente contro l'uscita del Regno Unito dall'Unione europea. Nel tentativo di salvare la parlamentare, anche il settantasettenne Bernard Kenny fu accoltellato allo stomaco.
In seguito alla morte di Jo Cox, la campagna per il referendum fu sospesa. Al momento del fermo di polizia, Thomas Mair sulle proprie generalità avrebbe dichiarato al magistrato "Il mio nome è “«morte ai traditori, Gran Bretagna Libera!»". Dopo la morte della moglie, Brendan Cox ha invitato la gente a "lottare contro l'odio che l'ha uccisa" e ha creato un fondo per aiutare alcune organizzazioni di volontariato. Il 23 novembre 2016 Thomas Mair fu condannato all'ergastolo per l'omicidio premeditato della parlamentare.

## Omaggi
Il 4 luglio 2016, in Italia, le è stata intitolata una Commissione, la quale era già stata istituita il 10 maggio precedente per contrastare l'odio.
Il 27 settembre 2018 la città di Bruxelles le ha dedicato una piazza.

## Vita privata
Sposata con Brendan Cox, ex consulente per lo sviluppo internazionale di Gordon Brown durante la premiership di quest'ultimo, aveva due figli di tre e cinque anni al momento dell'omicidio.